# خانه خداشناس
خانه خداشناس مربوط به اواخر دوره قاجار - اوایل دوره پهلوی است و در کاشان، خیابان دروازه اصفهان، گذر پامنار، گذر چهارسوق، پلاک ۱۸ واقع شده و این اثر در تاریخ ۱۶ دی ۱۳۸۷ با شمارهٔ ثبت ۲۴۴۵۵ به‌عنوان یکی از آثار ملی ایران به ثبت رسیده است.